# Marquesado de Santa Cruz (1718)
El Marquesado de Santa Cruz es el título nobiliario del Reino de España, que el Emperador Carlos VI, en tanto que Rey de España como se consideraba con la denominación de Carlos III, concedió el 27 de septiembre de 1718 a favor de Rodrigo de Santa-Cruz y de Lizana.

## Historia
La historia de este marquesado comienza con el memorial que escribió el propio Rodrigo Ventura al Consejo Supremo de España en Viena, refiriendo sus sacrificios a favor de la causa austracista durante la guerra de sucesión española. Visto el mismo por el Consejo, éste elevó una solicitud de concesión de un marquesado (que aún se conserva) carta de solicitud de un marquesado para Rodrigo Ventura, escrita por los miembros del Consejo Supremo de España en Viena el 24 de septiembre de 1717, el Emperador Carlos VI, quien en primer lugar respondió favorablemente al Consejo, y posteriormente despachó la carta de privilegio de dicho título a favor de don Rodrigo de Santa Cruz y Lizana quien se convirtió de este modo en el primer titular del marquesado de Santa Cruz, título que poseía la peculiaridad de no estar ligado a ninguna propiedad territorial pues las tenía todas confiscadas por motivo de guerra, sino que lo solicita sobre su apellido y en el Reino de Aragón.
Rodrigo, que aunque sí se había llegado a casar e, incluso, a tener un hijo varón, a quienes perdió en la guerra, no volvió a contraer matrimonio posteriormente, por lo que tras su fallecimiento, el título quedó sin sucesión natural. 
La historia de este marquesado no acaba aquí pues al fallecimiento de Rodrigo en 1740 en la villa de Noviercas hubo un largo proceso que finalizó en el Obispado del Burgo de Osma mediante la escritura de transacción del 6 de agosto de 1756, según testimonio de José Casajus Azpilicueta, escribano de la villa del Burgo, igualmente con escritura del 9 de agosto de 1756 de Manuel Romano, notario público apostólico y oficial mayor del Tribunal Eclesiástico del Obispado de Osma, donde se repartieron los bienes de Rodrigo así como los títulos de nobleza, decidiéndose que el título de marqués de Santa Cruz recayera en Pedro Contreras y Medrano, presbítero, quién seguía este pleito por Ana Josefa de las Heras y Santa Cruz, su madre.

## Marqueses de Santa Cruz
| N.º                                          | Titular                                            | Periodo                                      |
| Creación por el archiduque Carlos de Austria | Creación por el archiduque Carlos de Austria       | Creación por el archiduque Carlos de Austria |
| -------------------------------------------- | -------------------------------------------------- | -------------------------------------------- |
| I                                            | Rodrigo Ventura González de Santa-Cruz y de Lizana | 1718-1740                                    |
| II                                           | Pedro Contreras y Medrano                          | 1756-?                                       |